# جون ميلر (لاعب كرة قاعدة)
جون ميلر (بالإنجليزية: John Miller)‏ هو لاعب كرة قاعدة أمريكي، ولد في 14 مارس 1944 في ألهامبرا في الولايات المتحدة.

## وصلات خارجية
- جون ميلر على موقع دوري كرة القاعدة الرئيسي (الإنجليزية)
- جون ميلر على موقع الدوري الياباني لكرة القاعدة (الإنجليزية)
- جون ميلر على موقعبيزبول رفرنس.كوم (الدوري الرئيسي) (الإنجليزية)
- جون ميلر على موقعبيزبول رفرنس.كوم (الدوري الثانوي) (الإنجليزية)
- جون ميلر على موقع إي إس بي إن.كوم (أم.أل.بي) (الإنجليزية)